# Austenasia
Austenasia, tên chính thức Đế quốc Austenasia (tiếng Anh: Empire of Austenasia), là một vi quốc gia và là nhà nước tự tuyên bố chủ quyền tại Vương quốc Liên hiệp Anh và Bắc Ireland. Austenasia thành lập vào ngày 20 tháng 9 năm 2008, do Jonathan Austen (sinh năm 1994), và bố là ông Terry Austen (sinh năm 1961) lập ra. Austenasia hoạt động theo chế độ quân chủ lập hiến và tự tuyên bố độc lập dưới sự lãnh đạo của một gia đình ở phía nam London. Austenasia được công nhận bởi Vikesland, và vài nước khác.

## Lịch sử

### Thành lập
Austenasia được thành lập vào ngày 20 tháng 9 năm 2008 bởi Jonathan Austen (sinh năm 1994), và người cha, Terry Austen (sinh năm 1961), một nhân viên bảo vệ đã trở thành người làm vườn. Sau khi gửi một tuyên bố độc lập cho ngôi nhà của họ ở Carshalton cho Thành viên Quốc hội địa phương của họ, Tom Brake, Terry tự xưng hoàng đế Hoàng đế và Jonathan tự xưng Thủ tướng.

### Lịch sử hiện tại
Terry thoái vị vào tháng 2 năm 2010 và được Hoàng đế Esmond III kế vị, người sau một "cuộc nội chiến" và nhiều tranh chấp nội bộ đã được thay thế bởi một nhà lãnh đạo mới, Declan MacDonagh, vào tháng 12 năm đó. Jonathan sau đó trở thành hoàng đế sau khi Declan thoái vị vào tháng 1 năm 2013 vì lý do cá nhân, và bắt đầu một chương trình mở rộng, chứng kiến mọi người từ khắp nơi trên thế giới tham gia vi quốc gia này bằng cách tuyên bố những tài sản mà họ sống hoặc thường xuyên ghé thăm. Vi quốc gia này đã được đặc trưng trong một số ấn phẩm địa phương và quốc tế, và có một danh tiếng nhất định ở Carshalton như là một "trò chơi" địa phương.
Jonathan đã gặp Tom Brake MP vào tháng 5 năm 2011, người đã liên lạc với Bộ trưởng Ngoại giao William Hague để hỏi về các tiêu chí mà Vương quốc Anh công nhận các quốc gia mới thay mặt Jonathan.

## Địa lý
Austenasia tuyên bố một số lãnh thổ trên khắp thế giới, được phân loại thành "thành phố", "thị trấn", "lãnh thổ" hoặc "thuộc địa vương thất". Wrythe, "thành phố thủ đô" của vi quốc gia này, bao gồm một ngôi nhà ở ngoại ô ở London. Một số ngôi nhà khác của Anh cũng được tuyên bố, và các yêu sách lãnh thổ khác bao gồm một phần của khuôn viên trường đại học ở Úc và nhà nghỉ ở Hebrides. Nó cũng có yêu sách ở Hoa Kỳ, Thổ Nhĩ Kỳ, Ấn Độ, Algeria và các quốc gia khác.

## Chính trị
Đế quốc Austenasia hoạt động như một chế độ quân chủ lập hiến, với một hoàng đế là nguyên thủ quốc gia và một thủ tướng đứng đầu chính phủ. Mỗi thành phố có một hội đồng thành phố được tạo thành từ dân số của mình và bầu ra một đại diện - những đại diện này tạo thành quyền lập pháp. Thủ tướng được bầu bằng một cuộc tổng tuyển cử. Có hai đảng chính trị tồn tại.

## Kinh tế
Austenasia đã sản xuất và bán các đồng tiền kỷ niệm vào năm 2018 để kỷ niệm 10 năm thành lập.